# Zhang Youxia
Zhang Youxia (chiń. 张又侠; ur. w lipcu 1950 w Weinan) – chiński generał Chińskiej Armii Ludowo-Wyzwoleńczej (PLA), obecnie wiceprzewodniczący Centralnej Komisji Wojskowej (CMC).
Jest weteranem wojny chińsko-wietnamskiej z 1979 r. i jednym z niewielu generałów pełniących służbę w Chinach, którzy mają doświadczenie wojenne.

## Kariera
Do wojska wstąpił w 1968 roku, mając 18 lat. W 1976 roku służył w 14. Grupie Armii stacjonującej w prowincji Junnan, gdzie szybko awansował. Brał udział w wojnie chińsko-wietnamskiej w 1979 r. pomiędzy Chinami i Wietnamem, a następnie w bitwie pod Laoshan w 1984.
W październiku 2017 Zhang został mianowany członkiem Biura Politycznego Komunistycznej Partii Chin i drugim co do ważności wiceprzewodniczącym Centralnej Komisji Wojskowej Komunistycznej Partii Chin.
W sierpniu 2023 Zhang powiedział najwyższym rangą urzędnikom wojskowym, że zapewnienie jakości broni powinno być najważniejszym celem. W październiku 2023 Zhang przemawiając na Forum Xiangshan w Pekinie, stwierdził, że PLA „nie okaże litości” żadnym działaniom zmierzającym do niepodległości Tajwanu. W listopadzie 2023 r. odwiedził Rosję, gdzie spotkał się z ministrem obrony Siergiejem Szojgu i prezydentem Władimirem Putinem. W kwietniu 2024 Zhang wezwał do porzucenia „mentalności zimnowojennej” i obiecał „zdecydowane środki zaradcze przeciwko nieuzasadnionym prowokacjom” na Morzu Południowochińskim.
W sierpniu 2024 r. Zhang spotkał się z doradcą ds. bezpieczeństwa narodowego Stanów Zjednoczonych Jake’iem Sullivanem, gdzie wezwał USA do „skorygowania swojego strategicznego pojmowania Chin, powrotu do racjonalnej i pragmatycznej polityki wobec Chin [oraz] poważnego poszanowania podstawowych interesów Chin”.